# Душатин
Душа́тин (Душатино) — (1710) село в Овчинском сельском поселении Суражского района Брянской области. 

## География
Село расположено в 10 километрах к северо-западу от Суража.

## История
Село было основано в 1710 году Иваном Даровским, управляющим («господарем») гетмана Скоропадского.
Иван Даровский — выкрест из евреев, который стремительно сделал карьеру и сколотил богатство. Даровский служил у гетмана Скоропадского господарём, когда тот ещё был полковником стародубским. Остался он и при гетманстве своего хозяина прежним любимцем, женившись на сестре гетманши. Из особого расположения Скоропадский подарил ему Кулаги, Жемердеевку и Княж.
Весной 1710 года при речке Клёнки в глухом лесу, принадлежащим мглинским стрельцам только потому, что они здесь охотились, Иван Даровский поселил село Душатин. Даровский обещал душатинцам свободы на десять лет, но не дала сдержать слово его скряжистость. Не прошло и девяти лет, как он потребовал от душатинцев годовой чинш по 100 талеров, который они стали платить безропотно, не споря с господарём, потому что слобода была закликана на имя гетмана.
Даровский умер в 1721 году, а следом за ним и Скоропадский. Вдова Даровского, боясь того, что наследники гетмана отберут у неё Душатин, поспешила купить за сто талеров земельный участок у нетяговских казаков Хоменков. Хоменки
"Не робили мы никакой панщины до 1727 года, а в том году прислано до нас, чтоб ехали на панщину (в село Кулаги, где жила вдова Даровского, выйдя замуж за Гудовича) — мы не поехали, помня договор с умершим Даровским, чтобы платить только годовой чинш по сто талеров и быть уже свободными от всякой панщины. Покоротавши некоторое время, Даровская снова прислала нам приказ, чтобы ехали на ту панщину неотмовно, и мы исполняя тот приказа Даровской «яно комендантши своей» выслали на панщину тридцать пять своих парубков, которых Даровская приказала всех без исключения «тирански батожьём бить, приписучи вину свою, что за первым разом не поехали на панщину». А потом позваны были в Кулаги и все мы душатинские хозяева, где зазвавши нас во двор, приказала Даровская по одному оттуда выводя «нещадно киями бить, от которого бою недель по шесть и побольше многие из нас пролежали».
В 18 веке, до ликвидации полкового устройства (1781 г.) — относилось к Стародубскому полку Гетманщины
С 1853 имело статус местечка Черниговской губернии.
После административной реформы 1861 года Душатин — центр Душатинской волости в составе Суражского уезда Черниговской губернии, каковым оставалось до 1927 года.
с 1782 по 1921 в Суражском уезде (с 1861 - центр Душатинской волости); 
в 1921-1929 в Клинцовском уезде (до 1927 - волостной центр, затем в Суражской волости). 
С 1853 до 1920-х годов - местечко; здесь действовал сахарный завод. 
С 1919 по 2005 - центр Душатинского сельсовета.

## Население
| Годы      | 1767 | 1859 | 1892 | 1901 | 1917 | 1926 | 1979 | 1989 | 2002 |
| --------- | ---- | ---- | ---- | ---- | ---- | ---- | ---- | ---- | ---- |
| Население | 938  | 1130 | 1791 | 2092 | 2022 | 1456 | 521  | 509  | 463  |

| 2010 | 2013 |
| ---- | ---- |
| 428  | ↘408 |

## Социальная сфера
В селе имеется отделение связи, Средняя общеобразовательная школа, сельский дом культуры.

## Достопримечательности
В Душатине находится памятник архитектуры — храм Василия Великого, возведенный в 1896 году на месте прежнего храма 1733 года постройки. Деревянный храм крупных размеров выполнен в характерном для конца XIX века русском стиле, восходящем к традициям зодчества XVII—XVIII веков.
Фундамент церкви был заложен на возвышенном участке главной улицы села, причём на народные деньги. Построен же был стараниями местной помещицы Матвеевой. Строили долго - больше 20 лет. С храмом Василия Великого с. Душатино связано несколько судеб и родов священнослужителей.
Есть сведения, что первым настоятелем храма был протоиерей Михаил Ревский.
Священник Андрей Иванов Бонча-Бруевич, 34 лет, рукоположен в священники в 1799 г., священник Яков Афанасьев Качановский, 39 лет, рукоположен в священники из Погорских мещан Черниговского повета к Кабыжской церкви в 1802 г., а переведён к церкви Василия Великого в 1810г.
Действовал храм до 1933 года, но потом был закрыт властями. По воспоминаниям старожилов села, церковные служения не прекращались - они проходили ночью.
В 1942 году храм вновь был возвращен верующим.
Настоятелем стал Пётр Рождественский, который после смерти в 1953 году был погребён на местном кладбище.

## Известные уроженцы
- Абраменко, Фёдор Харитонович, (21 января 1871, Душатин Суражской уезд Черниговской губернии— 28 декабря 1954, Киев, похоронен на Лукьяновском кладбище (участок № 31, ряд 3, место 41), на могиле мозаичный памятник с вазой) — выдающийся русский и советский филолог-славист, методист, автор одного из руководств по русскому языку, один из основоположников нового русского правописания.
- Искрицкий Демьян Александрович (23 сентября [5 октября] 1803; Душатин, Суражский уезд, Черниговская губерния, Российская империя — 27 сентября [9 октября] 1831; Царские Колодцы, Тифлисская губерния, Российская империя) — штабс-капитан, подпоручик Гвардии Генерального штаба, топограф. Декабрист, член преддекабристской организации «Священная артель» и в дальнейшем тайных обществ «Союз благоденствия» (1820) и «Северное общество» (1825). Участник Русско-персидской (1826—1828), Русско-турецкой (1828—1829) и Кавказской войн.
- Подлас Кузьма Петрович  (29 октября (10 ноября) 1893, Душатин — 25 мая 1942,Копанки, Изюмский район, Харьковская область, Украинская ССР, СССР) — советский военачальник, генерал-лейтенант (1941).